# Susi Studentkowski
Susanne „Susi“ Studentkowski (* 28. September 1995 in Bitburg) ist eine deutsche Schauspielerin und Sängerin. Als Kind war sie Mitglied der Band Die Lollipops.

## Leben
Studentkowski wurde in Bitburg, Rheinland-Pfalz geboren. Sie spielte im Alter von 6 Jahren ihre erste Rolle in Oh, wie schön ist Panama und begann daraufhin Ballettunterricht zu nehmen.
Von 2008 bis 2010 bildete sie mit Fiona Kiara die Mädchenband Die Lollipops. Zusammen tourten sie drei Jahre lang durch Deutschland, Österreich und die Schweiz. Sie veröffentlichten vier Alben und zwei DVDs.
Nach ihrem Abitur absolvierte Studentkowski von 2014 bis 2017 eine Ausbildung an der Stage School in Hamburg.
Von Dezember 2017 bis September 2018 spielte sie in München die Rolle der Zeynep in Fack Ju Göhte - Das Musical.
Im Juni 2019 spielte sie die Rolle der Malala Yousafzai am Theater Bielefeld.
Studentkowski wohnt in Berlin, wo sie sich derzeit auf ihre musikalischen und filmischen Projekte konzentriert.

## Engagements

### Musical
- Oh, wie schön ist Panama (2002)
- Der kleine Tag (2003)
- Das Dschungelbuch (2003)
- Linie 1 – Das Musical (2016)
- Chicago (Musical) (2017)
- Fack Ju Göhte - Das Musical (2017/2018)
- Malala – Ein Musiktheater (2019 und 2020)

### Musikprojekte
- Die Lollipops (2008–2010)
- BAZAM (Vocalband aus Berlin) (seit 2019)

### Filmografie
- 2023: SOKO Stuttgart: Vater unser (Fernsehserie)

## Auszeichnungen
- Deutscher Musical Theater Preis 2018 für Fack Ju Göhte - Das Musical[7]